# Automotrice RhB ABe 4/4 I
L'elettromotrice ABe 4/4 è un'automotrice elettrica a corrente continua a scartamento metrico della Ferrovia Retica, (RhB), che ha svolto servizio sulla ferrovia del Bernina, in Svizzera fino all'entrata in funzione delle unità di II e III serie. Oggi alcune unità svolgono servizio sussidiario o sono usate come rotabili di servizio.

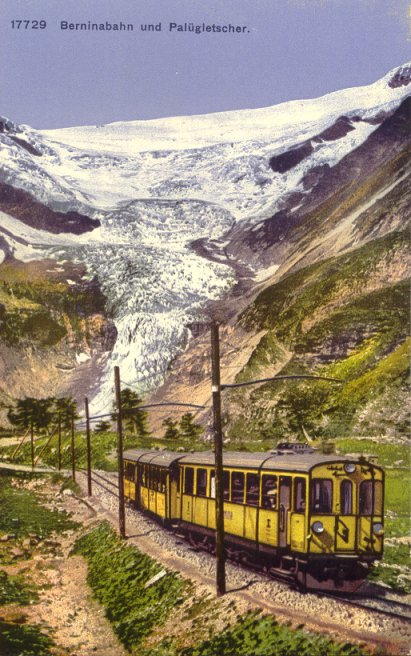
Elettromotrici allo stato d'origine nel 1910

## Storia
Le nove unità del gruppo ABe 4/4 I, numerate da 30 a 38, provengono dalla trasformazione ed ammodernamento di nove unità precedenti BB ABe 4/4 costruite tra 1908 e 1911 per la ferrovia del Bernina. Il precedente lotto, che aveva la consistenza di 17 unità, fu commissionato, nel 1908 per le esigenze di trazione conseguenti all'apertura della linea del Bernina, alla SIG di Neuhausen, con parte elettrica Alioth; la trasformazione delle nove unità avvenne tra il 1946 e il 1953. Hanno svolto servizio regolare fino all'entrata in funzione tra 1988 e 1990 delle ABe 4/4 III. In seguito tre unità sono state destinate a impieghi di servizio o di riserva, mentre altre 2 dipinte in livrea gialla per treni amatoriali d'epoca.

## Caratteristiche
Si tratta di rotabili di vecchia concezione a corrente continua a 1.000 volt provenienti dall'ammodernamento di altrettante unità degli anni dieci.
Il materiale rotabile è stato modificato nelle officine sociali di Landquart e Poschiavo. Tutti i 17 rotabili sono stati dotati di reostati di trazione e frenatura sul tetto al posto di quelli sotto il pianale. Un pantografo ha sostituito uno dei due obsoleti. Le 9 elettromotrici hanno ricevuto una apparecchiatura elettrica completamente nuova con la potenza aumentata a 395 kW e in seguito a modifiche fino a 440 kW. La capacità massima di traino è raddoppiata a 40 tonnellate e la velocità massima da 45 km/h è salita a 55 km/h.
Delle elettomotrici ABe 4/4 I sopravvissute, la 30 e la 34 sono state ridipinte nella livrea storica della ferrovia del Bernina (di colore giallo nel primo periodo). La 30 è la ex 22 (del 1911) e la 34 è la ex 4 (del 1908) riportate allo stato originale eccetto che per alcune modifiche meccaniche ed elettriche tra cui i pantografi al posto degli archetti (Lyrabügeln) originali di inizio XX secolo, incompatibili con gli attuali impianti elettrici. Hanno una prestazione di 40 t e offrono 12 posti in 1ª classe e 30 in 2ª classe, su sedili di legno rifatti sul modello dell'epoca.
Quelle in normale livrea rossa vengono impiegate come locomotive di riserva; sono la 31 (ex 1), la 32 (ex 2) e la 35 (ex 10) tutte di costruzione del 1908. Del gruppo alcune elettromotrici, dipinte in livrea gialla o arancione, sono impiegate come rotabili di servizio. Sono la 9922 (ex 21) del 1911, la 9923 (ex 12) e la 9924 (ex 14) del 1908.

## Bibliografia

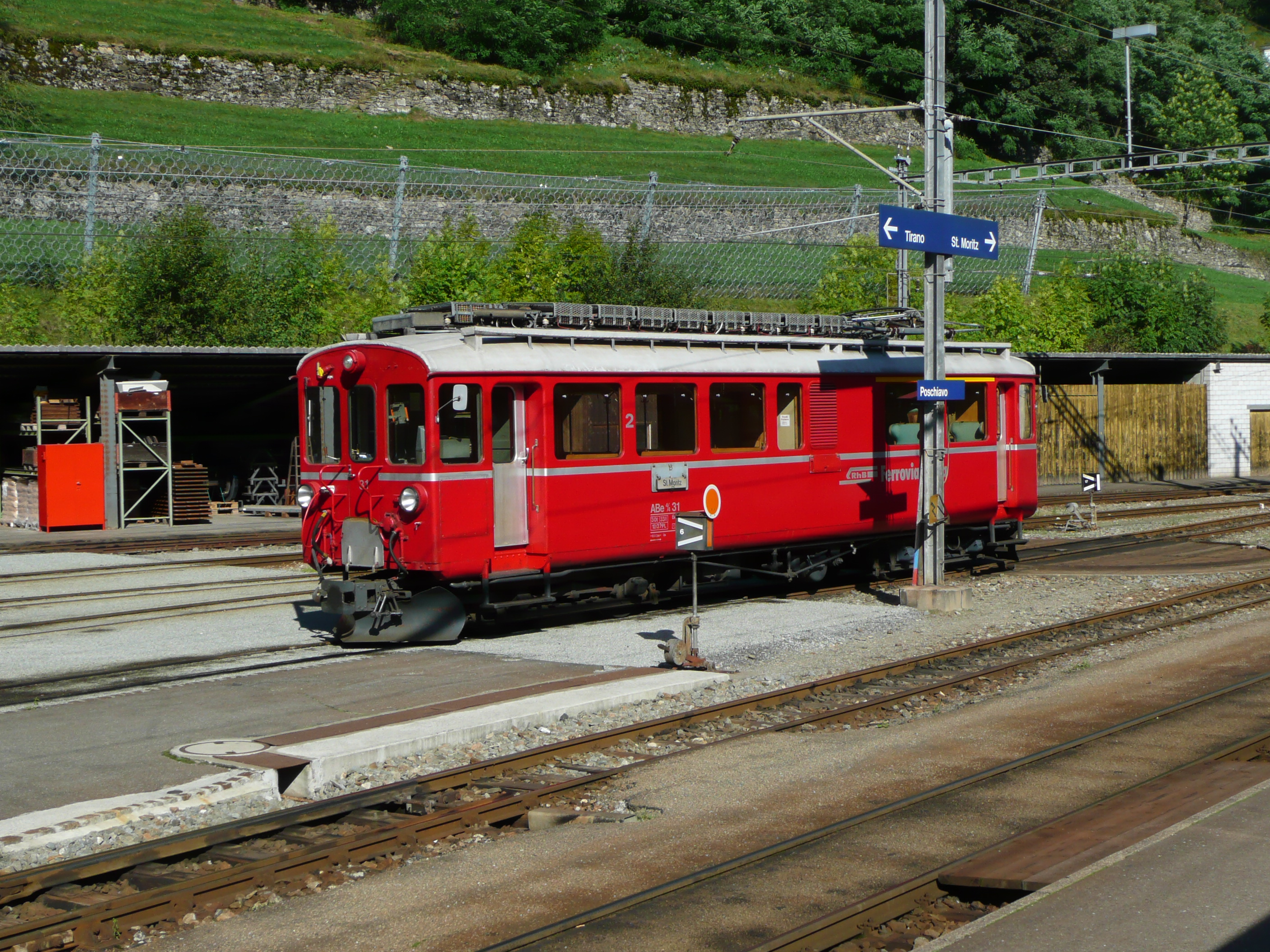
Elettromotrice ABe 4/4I-31 a Poschiavo
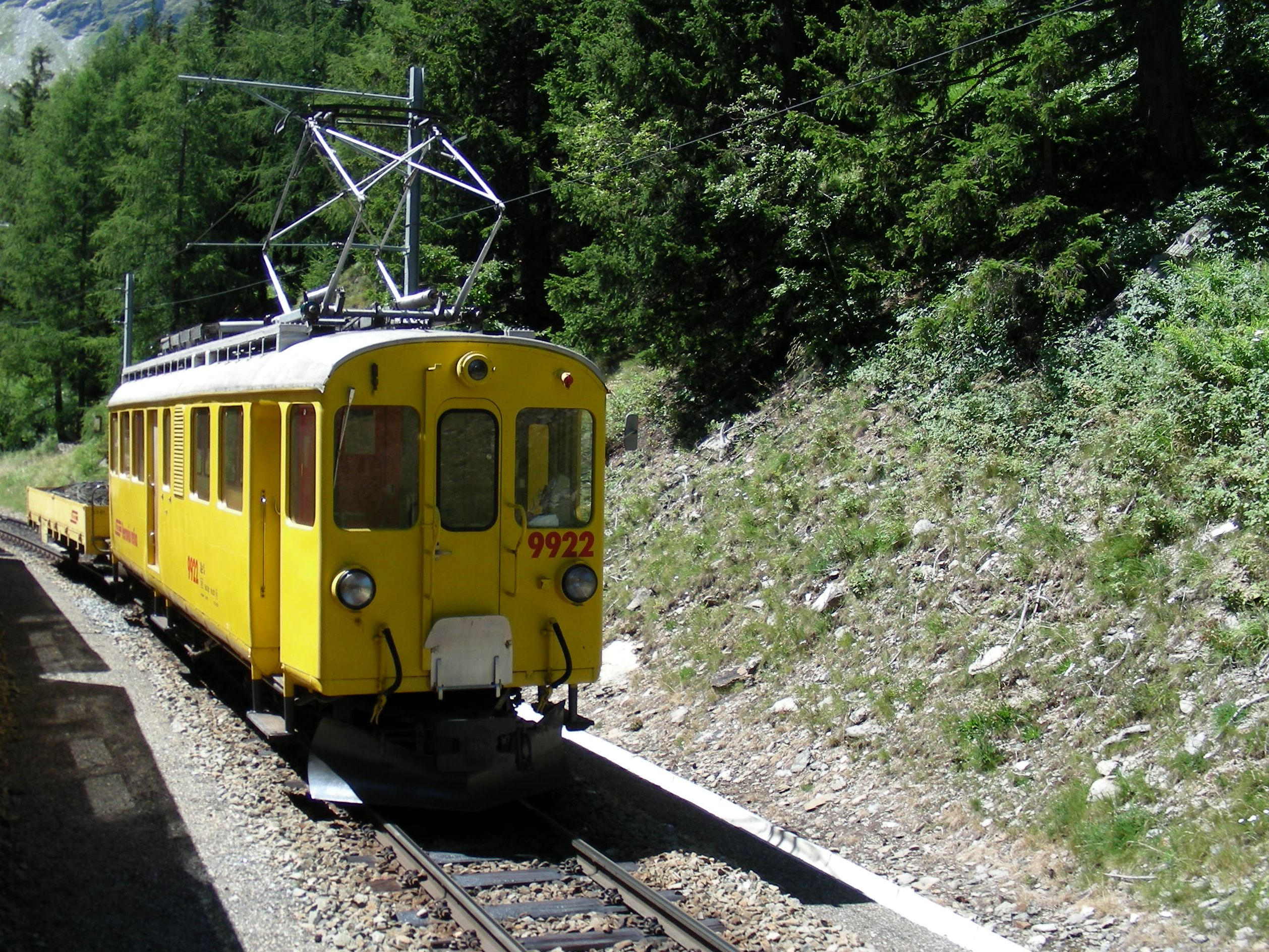
Elettromotrice di servizio 9922